# フラット・スタンレー プロジェクト
フラット・スタンレー・プロジェクト（英: The Flat Stanley Project）とは、1995年、デール・ヒュバートによって考えられた教育プロジェクトである。カナダに住むヒュバートは小学校3年生の教師である。2001年、ヒュバートはカナダの総理大臣から賞を受けた。現在フラット・スタンレープロジェクトはアメリカ合衆国やカナダで広く行われている。日本でもこのプロジェクトを行い始めた。